# Naqdī-ye Pā'īn
Naqdī-ye Pā'īn (persiska: نقدی پائین, Naqdī-ye Pā’īn) är en ort i Iran.   Den ligger i provinsen Ardabil, i den nordvästra delen av landet, 400 km nordväst om huvudstaden Teheran. Naqdī-ye Pā'īn ligger 1 112 meter över havet och antalet invånare är 166.
Terrängen runt Naqdī-ye Pā'īn är kuperad åt sydost, men åt nordväst är den platt.Runt Naqdī-ye Pā'īn är det ganska tätbefolkat, med 139 invånare per kvadratkilometer. Närmaste större samhälle är Lārī, 9,7 km väster om Naqdī-ye Pā'īn. Trakten runt Naqdī-ye Pā'īn består i huvudsak av gräsmarker.